# Tur'ja
Tur'ja (vitryska: Тур’я) är ett vattendrag i Belarus.   Det ligger i voblasten Mahiljoŭs voblast, i den östra delen av landet, 260 km öster om huvudstaden Minsk.
I omgivningarna runt Tur'ja växer i huvudsak blandskog. Runt Tur'ja är det glesbefolkat, med 9 invånare per kvadratkilometer.